# Gabriele Wohmann

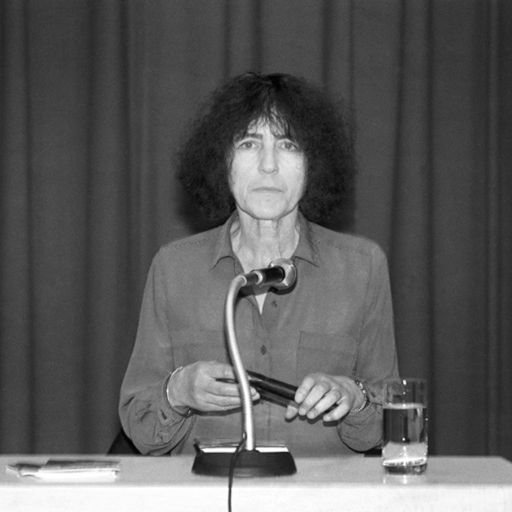
Gabriele Wohmann (1992)

Gabriele Wohmann, geborene Guyot (* 21. Mai 1932 in Darmstadt; † 22. Juni 2015 ebenda), war eine deutsche Schriftstellerin.

## Leben

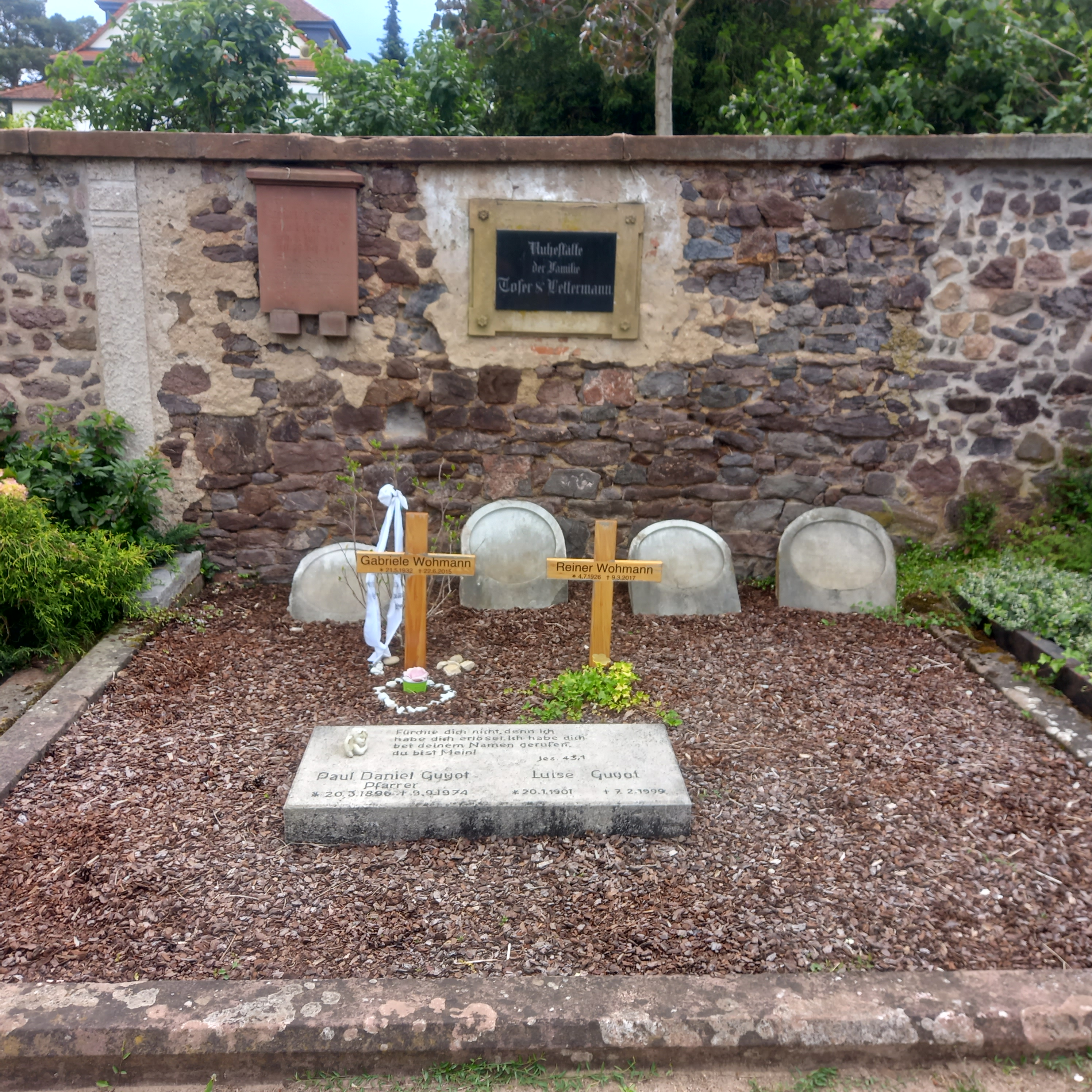
Das Grab von Gabriele Wohmann und ihrem Ehemann Reiner im Familiengrab Guyot auf dem Bessunger Friedhof in Darmstadt

Gabriele Wohmann stammte aus der Darmstädter Pastorenfamilie Guyot. Ihr Großvater, Pfarrer Johannes Guyot (1861–1910), hatte dort 1906 den Hessischen Diakonieverein gegründet. Ihr Vater Paul Daniel Guyot (1896–1974) wirkte ebenfalls als Diakoniepfarrer in Darmstadt. Als Internatsschülerin besuchte sie das noch nicht anerkannte Nordseepädagogium auf der Insel Langeoog, wo sie ein externes Abitur ablegte. Von 1951 bis 1953 studierte sie vier Semester ohne Abschluss Germanistik, Romanistik, Anglistik, Musikwissenschaft und Philosophie in Frankfurt am Main. Anschließend war sie als Lehrerin an ihrer ehemaligen Schule auf Langeoog sowie an einer Volkshochschule und einer Handelsschule tätig. 1953 heiratete sie den Germanisten Reiner Wohmann (* 1926, † 2017)  und lebte seit 1956 als Schriftstellerin in Darmstadt, wo sie am 22. Juni 2015 im Alter von 83 Jahren starb.
Gabriele Wohmann wurde auf dem Bessunger Friedhof (Grabstelle: Mauer 111) bestattet.
Seit Mitte März 2017 trägt ein Teil der Erbacher Straße in Darmstadt ihr zu Ehren den Namen „Gabriele Wohmann-Weg“.

## Werk
Gabriele Wohmann verfasste Erzählungen, Romane, Gedichte, Hörspiele, Fernsehspiele und Essays. Die Autorin, die sich selbst als „Graphomanin“ einschätzte, schuf seit den 1950er Jahren ein umfangreiches Werk, in dem sie anfangs – in satirischer Form – die Problematik der herkömmlichen Paarbeziehung und traditioneller Familienstrukturen aufzeichnete. Sie galt als scharfe Beobachterin.
Wohmann, die in den 1960er Jahren auch an Tagungen der Gruppe 47 teilgenommen hatte, schlug seit den 1970er Jahren versöhnlichere Töne an. Ihr Werk nahm den Charakter einer fortgesetzten Chronik des Privatlebens und der Konflikte und Beschädigungen an, die sich hinter der Fassade des Alltags meist gut situierter Figuren verbergen. Ihr Ausloten des Alltäglichen wird gelegentlich als „Rückzug in die Kammer“ moniert. Andere dagegen sehen in dem differenziert ausgeleuchteten Mikrokosmos eine Bühne, auf der die großen Fragen des Lebens verhandelt werden: „Sie lehrt uns, genau hinzusehen und mitzubekommen, was dort geschieht, wo die Gesellschaft zusammengehalten wird: in der Sphäre des Privaten.“
Erfolgreich war Wohmann, deren Bücher in 15 Sprachen übersetzt wurden, vor allem in den 1970er und 1980er Jahren in Westdeutschland. Wesentliche Teile ihres Werks aus dieser Zeit können der Neuen Innerlichkeit und teils thematisch der Frauenbewegung nach 1968 zugerechnet werden. Ihren größten Erfolg beim Publikum erzielte sie mit dem 1974 erschienenen Roman Paulinchen war allein zu Haus, der mehr als 20 Auflagen erlebte und 1981 verfilmt wurde. Innerhalb ihrer Fernseharbeiten fand der Film Entziehung eine höhere Aufmerksamkeit. Fast zwei Millionen Zuschauer sahen den Auftritt der Autorin in der Rolle ihrer Protagonistin Laura im Jahr 1973. Gabriele Wohmann gehörte zu den Interpreten der Frankfurter Anthologie und trat regelmäßig mit Hörspielen, Essays und neuen Erzählungen in Erscheinung.
In ihren 2010 veröffentlichten Erzählungen Wann kommt die Liebe zeigt sich Gabriele Wohmann dem Literaturredakteur Johannes Breckner zufolge „als Meisterin im Erkunden jener minimalen Störungen, die ein latentes Unbehagen auslösen.“ Für die Literaturwissenschaftlerin Sabine Doering stehen diese Erzählungen beispielhaft für Wohmanns gesamtes Schaffen. Es seien „Szenen aus dem bieder-schrecklichen Mittelstandsglück, wie man sie sich pointierter kaum vorstellen kann“, meisterliche Charakterstudien, „die oft zu regelrechten Tragikomödien, manchmal aber auch zu wundervollen Grotesken werden“.
Gabriele Wohmann gilt als eine der profiliertesten deutschsprachigen Autorinnen im Bereich der Kurzgeschichte, in mehr als fünf Jahrzehnten hat sie über 600 Erzählungen publiziert, sodass sie laut Literaturredakteur Tilman Krause als hervorragende Chronistin bundesrepublikanischen Lebens und „Königin der Kurzgeschichte“ bezeichnet werden kann.

## Mitgliedschaften
Gabriele Wohmann war seit 1975 Mitglied der Berliner Akademie der Künste und seit 1980 der Deutschen Akademie für Sprache und Dichtung in Darmstadt. Von 1960 bis 1988 gehörte sie dem PEN-Zentrum der Bundesrepublik Deutschland an.

## Auszeichnungen und Ehrungen
- 1965: Funkerzählerpreis des SDR
- 1965: Georg-Mackensen-Literaturpreis
- 1967/68: Villa-Massimo-Stipendium
- 1969: Deutscher Kurzgeschichten-Preis der Stadt Neheim-Hüsten
- 1971: Literaturpreis der Stadt Bremen
- 1980: Bundesverdienstkreuz I. Klasse
- 1980: Hörspiel des Monats
- 1981: Deutscher Schallplattenpreis
- 1982: Johann-Heinrich-Merck-Ehrung der Stadt Darmstadt
- 1983: Poetikdozentur der Universität Augsburg
- 1985: Mainzer Stadtschreiber
- 1988: Hessischer Kulturpreis
- 1988: Poetikdozentur der Universität Mainz
- 1992: Konrad-Adenauer-Preis der Deutschland-Stiftung
- 1994: Montblanc-Literaturpreis
- 1997: Großes Bundesverdienstkreuz
- 2002: Verdienstmedaille des Landes Baden-Württemberg
- 2003: Silberne Verdienstplakette der Stadt Darmstadt
- 2017: Ein Straßenabschnitt in Darmstadt ist in den Gabriele-Wohmann-Weg (49° 52′ 26,4″ N, 8° 40′ 34,7″ O) umbenannt worden.[26]

## Werke

### Erzählungen
- Weihnachten ohne Parfüm. Erzählungen, Aufbau, Berlin 2015, ISBN 978-3-351-03606-5
- Eine souveräne Frau. Die schönsten Erzählungen, Aufbau, Berlin 2012 (Hrsg. und mit einem Nachwort von Georg Magirius), ISBN 978-3-351-03393-4
- Wann kommt die Liebe, Erzählungen, Aufbau, Berlin 2010, ISBN 978-3-351-03310-1
- Schwarz und ohne alles, Erzählungen, Aufbau, Berlin 2008, ISBN 978-3-351-03238-8
- Scherben hätten Glück gebracht, Erzählungen, Aufbau, Berlin 2006, ISBN 3-351-03081-9
- Fahr ruhig mal 2. Klasse. Geschichten von unterwegs, Erzählungen, Pendo, Zürich/München 2004
- Umwege, Erzählung, Radius, Stuttgart 2003 (Mit Arbeiten auf Papier von Jürgen Brodwolf)
- Goldene Kniekehlen, Prosa, Edition Toni Pongratz, Hauzenberg 2002, ISBN 3-931883-20-5
- Frauen schauen aufs Gesicht, Erzählungen, List Taschenbuch Verlag, München 2000
- Frauen machens am späten Nachmittag. Sommergeschichten, Pendo, Zürich/München 2000
- Schwestern, Erzählungen, Piper, München 1999
- Bleibt doch über Weihnachten, Erzählungen, Pendo, Zürich/München 1998
- Vielleicht versteht er alles, Erzählungen, Piper, München 1997
- Die Schönste im ganzen Land. Frauengeschichten, Piper, München 1995 (darin: Auto fährt er gern)
- Wäre wunderbar; am liebsten sofort, Erzählungen, Piper, München 1994
- Das Salz bitte. Ehegeschichten, Piper, München 1992
- Alles an seinem Ort, Erzählung, Eremiten-Presse, Düsseldorf 1992
- Er saß in dem Bus, der seine Frau überfuhr, Erzählungen, Luchterhand-Literaturverlag, Hamburg/Zürich 1991
- Kassensturz, Erzählungen, Luchterhand-Literaturverlag, Frankfurt am Main 1989
- Ein russischer Sommer, Erzählungen, Luchterhand, Darmstadt/Neuwied 1988 (darin: Das Amen in der Kirche)
- Der siebzigste Geburtstag, Erzählung, Merck, Darmstadt 1986 (Zeichnungen und Gestaltung: Helmut Lortz; Vorwort: Reiner Welters)
- Gesammelte Erzählungen aus dreißig Jahren, Band 1 bis 3, Luchterhand, Darmstadt/Neuwied 1986 (Hrsg. von Thomas Scheuffelen)
- Begegnung mit zwei Eichen, Erzählung, Delphin-Verlag, München/Zürich 1985 (Illustriert von Hermann Groeneveld)
- Der Irrgast, Erzählungen, Luchterhand, Darmstadt/Neuwied 1985
- Bucklicht Männlein, Erzählungen, Aufbau, Berlin/Weimar 1984
- Der Kirschbaum, Erzählung, Eremiten-Presse, Düsseldorf 1984 (Mit Orig.-Offsetlithographien von Otmar Alt)
- Verliebt, oder?, Erzählungen, Sammlung Luchterhand, Darmstadt/Neuwied 1983
- Goethe hilf, Erzählungen, Eremiten-Presse, Düsseldorf 1983. Mit Orig.-Offsetlithographien von Klaus Endrikat (darin: Mistkäfer)
- Der kürzeste Tag des Jahres, Erzählungen, Luchterhand, Darmstadt/Neuwied 1983 (darin: Bucklicht Männlein und Fünf vor zwölf)
- Das Trugbild, Erzählung, Edition Toni Pongratz, Hauzenberg 1982
- Einsamkeit, Erzählungen, Luchterhand, Darmstadt/Neuwied 1982
- Stolze Zeiten, Erzählungen, Claassen, Düsseldorf 1981 (ein Teil der Erzählungen auch veröffentlicht als Ein Mann zu Besuch, Piper, München/Zürich 1993)
- Komm donnerstags, Erzählungen, Deutscher Taschenbuch-Verlag, München 1981
- Ein günstiger Tag, Erzählungen, Eremiten-Presse, Düsseldorf 1981
- Ein Mann zu Besuch, Erzählungen, Piper, München/Zürich 1981
- Wir sind eine Familie, Erzählungen, Eremiten-Presse, Düsseldorf 1980
- Vor der Hochzeit, Erzählungen, Rowohlt, Reinbek bei Hamburg 1980
- Violas Vorbilder, Erzählung, Eremiten-Presse, Düsseldorf 1980 (Mit Offsetlithographien von Kirsten Hammerström)
- Guilty, Erzählung, Eremiten-Presse, Düsseldorf 1980 (Mit Offsetlithographien von Günter Dimmer)
- Ausgewählte Erzählungen aus zwanzig Jahren, Luchterhand, Darmstadt/Neuwied 1979 (Hrsg. von Thomas Scheuffelen, darin in Bd. 1: Wiedersehen in Venedig)
- Paarlauf, Erzählungen, Luchterhand, Darmstadt/Neuwied 1979 (auch veröffentlicht bei Aufbau, Berlin/Weimar, 1981)
- Knoblauch am Kamin, Erzählung, Eremiten-Presse, Düsseldorf 1979 (Mit Offsetlithographien von Anthony Canham)
- Streit, Erzählungen, Eremiten-Presse, Düsseldorf 1978 (Orig.-Offsetlithographien von Kirsten Hammerström)
- Die Nächste bitte, Erzählung, Eremiten-Presse, Düsseldorf 1978 (Mit Orig.-Graphiken von Bert Gerresheim)
- Das dicke Wilhelmchen, Eremiten-Presse, Düsseldorf 1978 (Mit Originalgraphiken von Maria Nandori)
- Nachrichtensperre. Ausgewählte Erzählungen, Aufbau, Berlin/Weimar 1978
- Böse Streiche und andere Erzählungen, Eremiten-Presse, Düsseldorf 1977 (Mit Graphiken von Hans Borchert)
- Alles zu seiner Zeit, Erzählungen, Deutscher Taschenbuch-Verlag, München 1976
- Endlich allein, endlich zu zwein, Eremiten-Presse, Düsseldorf 1976 (Mit Orig.-Graphiken von Anthony Canham)
- Ein Fall von Chemie, Erzählung, Eremiten-Presse, Düsseldorf 1975 (Mit Offsetlithographien von Heinz Balthes)
- Dorothea Wörth, Erzählung, Eremiten-Presse, Düsseldorf 1975
- Habgier, Erzählungen, Eremiten-Presse, Düsseldorf 1973 (Mit Originalgraphiken von Pierre Kröger)
- Übersinnlich, Erzählung. Eremiten-Presse, Düsseldorf 1972
- Alles für die Galerie, Erzählungen, Aufbau, Berlin/Weimar 1972. Mit einer Nachbemerkung von Günther Cwojdrak (darin: Habgier)
- Treibjagd, Erzählungen, Reclam, Stuttgart 1970
- Sonntag bei den Kreisands, Erzählungen, Eremiten-Presse, Stierstadt i.Ts. 1970. Mit Orig.-Graphiken von Heinz Balthes (darin: Alles für die Galerie)
- Ländliches Fest und andere Erzählungen, Luchterhand, Berlin/Neuwied 1968 (darin: Treibjagd und Verjährt)
- Große Liebe und andere Liebesgeschichten von heute, Desch, München 1968
- Die Bütows, Erzählung, Stierstadt i. Ts. 1967
- Erzählungen, Langewiesche-Brandt, München 1966 (auch veröffentlicht als Ein unwiderstehlicher Mann, Erzählungen, Rowohlt, Reinbek bei Hamburg 1975)
- Trinken ist das Herrlichste, Erzählungen, Roether, Darmstadt 1963 (illustriert von Eberhard Schlotter)
- Sieg über die Dämmerung, Erzählungen, Piper, München 1960 (darin: Der Abflug)
- Mit einem Messer, zwei Erzählungen, Eremiten-Presse, Stierstadt i. Ts. 1958 (unter dem Geburtsnamen Gabriele Guyot)

### Romane
- Hol mich einfach ab, Piper, München 2003
- Schön und gut, Piper, München 2002
- Abschied von der Schwester, Pendo, Zürich/München 2001
- Das Hallenbad, Piper, München 2000
- Das Handicap, Piper, München 1996
- Aber das war noch nicht das Schlimmste, Piper, München 1995
- Bitte nicht sterben, Piper, München 1993, ISBN 3-492-03690-2
- Der Flötenton, Luchterhand, Darmstadt/Neuwied 1987
- Das Glücksspiel, Luchterhand, Darmstadt/Neuwied 1981, ISBN 3-472-61459-5
- Ach wie gut daß niemand weiß, Luchterhand, Darmstadt/Neuwied 1980
- Frühherbst in Badenweiler, Luchterhand, Darmstadt 1978
- Ausflug mit der Mutter, Luchterhand, Darmstadt/Neuwied 1976
- Schönes Gehege, Luchterhand, Darmstadt/Neuwied 1975, ISBN 3-499-14292-9
- Paulinchen war allein zu Haus, Luchterhand, Darmstadt/Neuwied 1974, ISBN 3-630-61219-9
- Ernste Absicht, Luchterhand Verlag, Berlin/Neuwied 1970, ISBN 3-492-11698-1
- Abschied für länger, Walter, Olten/Freiburg im Breisgau 1965, ISBN 3-499-11178-0
- Jetzt und Nie, Luchterhand, Darmstadt/Neuwied 1958

### Lyrik
- Im Kurpark von Aachen, Edition Toni Pongratz, Hauzenberg 2012, ISBN 978-3-931883-83-6
- Der Kleine von meiner Partei, Edition Toni Pongratz, Hauzenberg 1992
- Ein glücklicher Tag, Amstelveen 1990
- Das könnte ich sein. Sechzig neue Gedichte, Eremiten-Presse, Düsseldorf 1989 (Mit Orig.-Offsetlithogr. von Jörg Remé)
- Der Lachanfall, Edition Toni Pongratz, Hauzenberg 1986
- Passau, Gleis 3, Luchterhand, Darmstadt/Neuwied 1984
- Ausgewählte Gedichte 1964–1983, Sammlung Luchterhand, Darmstadt/Neuwied 1983
- Komm lieber Mai, Luchterhand, Darmstadt/Neuwied 1981
- Ich weiß das auch nicht besser, Deutscher Taschenbuch-Verlag, München 1980
- Grund zur Aufregung, Luchterhand, Darmstadt/Neuwied 1978
- So ist die Lage, Eremiten-Presse, Düsseldorf 1974

### Artikel
- Texel: Spielzeugtage. In: Geo-Magazin. Hamburg 1979,10, S. 110–126.  Informativer Erlebnisbericht. Gabriele Wohmann fand eine „Abart von Paradies“, ISSN 0342-8311

### Essays / Autobiographisches
- Eine gewisse Zuversicht. Gedanken zum Diesseits, Jenseits und dem lieben Gott, Kreuz Verlag, Freiburg i. Br. 2012
- Sterben ist Mist, der Tod aber schön. Träume vom Himmel, Kreuz Verlag, Freiburg i. Br. 2011 (Aufgezeichnet und mit einem Nachwort von Georg Magirius), ISBN 978-3-451-61023-3
- Schreiben müssen. Ein Arbeitstagebuch, Luchterhand-Literaturverlag, Frankfurt am Main 1991
- Fensterblicke, Essay, Luchterhand, Galerie Lüpfert, Isernhagen-Hannover 1989 (Mit 4 Radierungen v. Thomas Duttenhoefer)
- Darmstadt. Unterwegs gehöre ich nach Haus, Tagebuch, Eulen-Verlag, Freiburg i. Br. 1986 (mit 35 Fotos von Roman Grösser in Zusammenarbeit mit dem ZDF)
- Meine Lektüre. Aufsätze über Bücher, Luchterhand, Darmstadt/Neuwied 1980 (Hrsg. von Thomas Scheuffelen)

### Bühne
- Hilfe, die Kinder kommen, Uraufführung Theater am Kirchplatz Schaar, Liechtenstein 2005
- Heiratskandidaten, Uraufführung Städtische Bühnen Augsburg 1981 (auch als Hörspiel)
- Wanda Lords Gespenster, Uraufführung Staatstheater Darmstadt 1980 (auch als Hörspiel)
- Sylvester, Kammerspiel, Uraufführung Stuttgart 1973 (Komposition Manfred Niehaus)

### Fernsehfilme / Fernsehspiele
- Schreiben müssen. Ein elektronisches Tagebuch, ZDF 1990 (Buch und Regie Gabriele Wohmann)
- Eine Okkasion, SDR 1989
- Zwei Reisen mit Flesch, SDR 1989
- Jetzt ist nur jetzt, NDR 1987 (Buch und Regie Gabriele Wohmann)
- Unterwegs. Ein elektronisches Tagebuch, ZDF 1985 (Buch und Regie Gabriele Wohmann)
- Paulinchen war allein zu Haus, ZDF 1981
- Nachkommenschaften, SFB 1977
- Heiratskandidaten, SFB 1975 (auch als Theaterstück)
- Entziehung, ZDF 1973 (mit Gabriele Wohmann in der Hauptrolle der Laura)
- Die Witwen oder Eine vollkommene Lösung, SFB 1972
- Portrait einer Schichtarbeiterin, WDR 1968
- Große Liebe, SFB 1966
- Das Rendezvous, ZDF 1965

### Fernsehstücke (als Buchveröffentlichung)
- Nachkommenschaften. Ein Film, Eremiten-Presse, Düsseldorf 1981 (Mit Offsetlithographien von Helmut Theodor)
- Heiratskandidaten – ein Fernsehspiel und drei Hörspiele, Piper, München 1978
- Entziehung. Materialien zu einem Fernsehfilm, Luchterhand, Darmstadt/Neuwied 1974
- Die Witwen oder eine vollkommene Lösung, Reclam, Stuttgart 1972
- Große Liebe, Tsamas-Verlag, Bad Homburg 1971

### Hörspiele / Hörstücke
- Ich bin ja schon zu Hause, WDR 2011
- Der Vater meines Vaters, HR 2010
- Wir machen es morgen, WDR 2008
- Café Caledonia, WDR 2006
- Die Kinder kommen, SWR 2005
- Der Lonely Women Club, WDR 2004
- Der Dolly-Gag, WDR 2002
- Exit, SWR 2002
- Alle genießen die Party. Monolog, SWR 2002 (auch als Hörbuch)
- Der Tag, an dem der Schornsteinfeger kommen sollte, WDR 1999
- Direct Call, SWR 1997
- Daphne lebt hier nicht mehr, SWF 1997
- Vanilleeis ist besser als der Tod, SWF 1997
- Besser als liegen ist tot sein, SWF 1996
- Treffpunkt Wahlverwandtschaft, SWF 1996
- Der Mann am Fenster, SWF 1994
- In Odessa nämlich, SWF/BR 1992
- Drück mir die Daumen, WDR 1991
- Es geht mir gut, ihr Kinder, WDR 1988
- Ein gehorsamer Diener, WDR 1987
- Glücklicher Vorgang, WDR 1985
- Das hochgesteckte Ziel, WDR/SWF 1983
- Hebräer 11,1, WDR 1981
- Hilfe kommt mir von den Bergen, WDR/RB/SFB 1980
- Wanda Lords Gespenster, WDR 1978 (auch als Theaterstück)
- Der Nachtigall fällt auch nichts Neues ein, WDR/RB 1977
- Mehr oder weniger kurz vor dem Tode, WDR 1974
- Tod in Basel, WDR 1972
- Der Geburtstag, WDR/RIAS 1971
- Kurerfolg, WDR/HR 1970
- Der Fall Rufus. Ein Elternabend, WDR 1969
- Norwegian wood, SWF 1967
- Die Gäste, SDR 1965
- Komm donnerstags, HR 1964

### Hörspiele (als Buchveröffentlichung)
- Treffpunkt Wahlverwandtschaft, Eremiten-Presse, Düsseldorf 1997 (Mit Zeichnungen von Jan Schüler)
- Hilfe kommt mir von den Bergen, Eremiten-Presse, Düsseldorf 1982 (Mit Offsetlithographien von Heinz Balthes)
- Wanda Lords Gespenster/Rendezvous, Rowohlt, Reinbek b. Hamburg 1981
- Der Nachtigall fällt auch nichts Neues ein. Vier Hörspiele, Deutscher Taschenbuch-Verlag, München 1979 (Mit Graphiken von Klaus Staeck)
- Heiratskandidaten. Ein Fernsehspiel und drei Hörspiele, Piper, München 1978
- Ein gehorsamer Diener, Sammlung Luchterhand im Deutschen Taschenbuch-Verlag, München 1976

### Sonstige Buchveröffentlichungen
- Erzählen Sie mir was vom Jenseits. Gedichte, Erzählungen und Gedanken, Matthias-Grünewald-Verlag, Mainz 1994
- Hessen, Bucher, München 1993 (Mit Alfred Pletsch und Fotos von Georg Kürzinger)
- Plötzlich in Limburg. Komödie in vier Bildern, Piper, München 1989
- Feuer bitte, Eremiten-Presse, Düsseldorf 1978 (Mit Zeichn. von Klaus Endrikat)
- So ist die Lage, Gedichte von Gabriele Wohmann, Eremiten-Presse, Düsseldorf 1974
- Gegenangriff, Prosa, Luchterhand, Berlin/Neuwied 1972 (enthält: Das Spiel »Weinen«)
- Selbstverteidigung. Prosa u. anderes, Eingeleitet von Peter O. Chotjewitz, Luchterhand, Darmstadt 1971
- Von guten Eltern. Kalendertext, Eremiten-Presse, Stierstadt i. Ts. 1970
- In Darmstadt leben die Künste, H. L. Schlapp, Darmstadt 1967 (mit Farbillustrationen von Peter Kröger)
- Theater von innen. Protokoll einer Inszenierung, Walter, Olten/Freiburg im Breisgau 1966

### Hörbücher
- Wiedersehen in Venedig (gelesen von Birgitta Assheuer), in: Der Hörkanon. Herausgegeben und kommentiert von Marcel Reich-Ranicki: Die deutsche Literatur – Erzählungen – Eine Auswahl auf 40 CDs, Random House Audio, 2010
- Gabriele Wohmann liest Anton Čechov, Walter Kempowski liest Arno Schmidt, Audio-CD, Tr Verlagsunion, München 2002
- Alle genießen die Party. Monolog, Audio-CD, Deutsche Grammophon, 2002 (Sprecherin: Doris Wolters)
- Wäre wunderbar. Am liebsten sofort. Gelesen von Gabriele Wohmann, 2 Tonkassetten, Der Hörverlag, München 2002
- Geschichten zum Rotwerden, Geschichten von Gaby Hauptmann, Keto von Waberer, Gabriele Wohmann, Audio-CD, Solo Verlag, Berlin 2001 (gelesen von Nina Hoss)
- Mann im Schlafrock. Über Eduard Mörike. Autorenlesung, Tonkassette, Isele, Eggingen 2002, ISBN 3-86142-198-4
- Schwestern, 4 Tonkassetten, Verlag und Studio für Hörbuchproduktionen, Marburg 2000 (gelesen von Birgitta Assheuer)
- Die Schönste im ganzen Land, 2 CDs, Verlag und Studio für Hörbuchproduktionen, Marburg 1999 (gelesen von Ursula Illert)
- Das Salz bitte! Ehegeschichten. Autorenlesung, 3 Tonkassetten. Schumm sprechende Bücher, Murrhardt 1993/1994
- Ein unwiderstehlicher Mann. Wiedersehen in Venedig. Eine großartige Eroberung. Autorenlesung, 2 Tonkassetten. Schumm sprechende Bücher, Murrhardt 1980
- Gabriele Wohmann liest: Ausflug mit der Mutter – Christa Wolf liest: Blickwechsel, Schallplatte, Deutsche Grammophon, Hamburg 1980
- Gabriele Wohmann spricht „Die Bütows“ und drei andere Texte, Schallplatte, Stierstadt 1970

### Herausgeberschaft
- Anton P. Čechov: Anton Čechov. Ausgewählt von Gabriele Wohmann, Kiepenheuer & Witsch, Köln 1985.
- Karl Krolow: Gedichte. Auswahl und Nachwort von Gabriele Wohmann, Suhrkamp, Frankfurt 1980.

### Übersetzungen
- Nadine Brun-Cosme: Das Kind und die Taube, Köln 1991.
- France Micéli: Papa macht mir große Sorgen, München 1994.